# Tricam

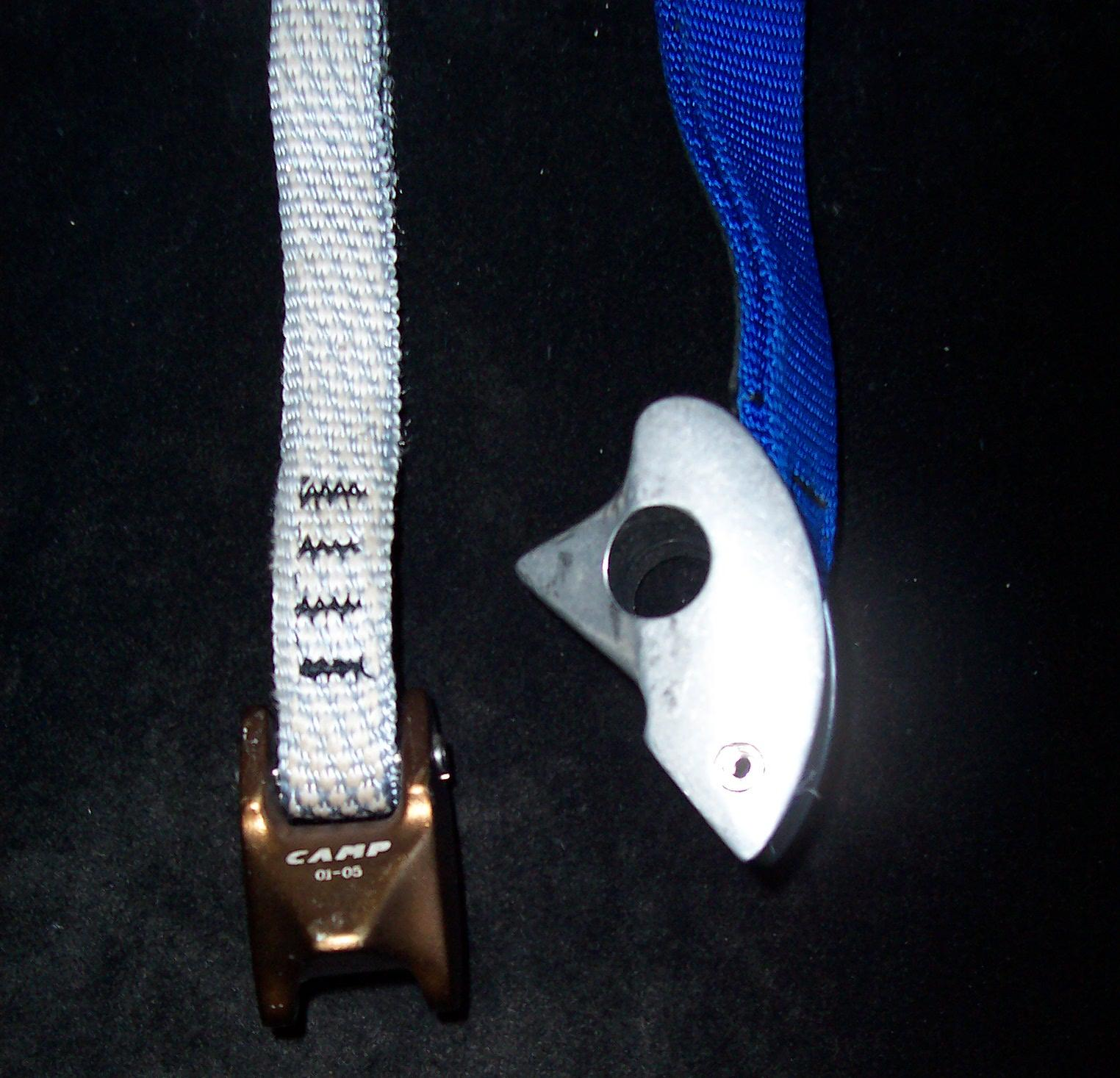

Tricam – rodzaj kostki wspinaczkowej produkowanej m.in. przez włoską firmę CAMP.

## Historia powstania
Pierwowzorem dzisiejszych tricamów (jak i friendów) był albo przyrząd asekuracyjny wynaleziony przez rosyjskiego wspinacza Witalija Abałakowa (tzw. krzywka Abałakowa) albo opracowywane w tym samym czasie i zaprezentowane w 1972 przez wspinacza Grega Lowe urządzenie o nazwie Cam Nut.

## Budowa
Tricam składa się z mimośrodowej kostki aluminiowej połączonej z pętlą. Jedna z powierzchni kostki ma postać krzywki, naprzeciw której znajduje się ostry dzióbek.

## Działanie
Tricam można osadzić na dwa sposoby:
- mimośrodowo (tzw. aktywny):

Podczas odpadnięcia, obciążenie taśmy prowadzi do obrotu kostki wokół dzióbka i powoduje jej mocniejsze zatarcie, dzięki zwiększającemu się promieniowi krzywki (efekt mimośrodowy).
- na zasadzie klina (tzw. pasywny):

Pozostałe dwie ściany tricama tworzą ostry kąt, dzięki czemu kostkę tę można również osadzić na zasadzie klina - tak, jak osadza się zwykłe kostki typu rocks.

## Zastosowania
Tricamy produkowane są w wielu rozmiarach, można je osadzać w szczelinach o szerokości od 16 do 140 mm. Są bardzo przydatne w poziomych rysach oraz w dziurkach, gdzie trudno jest zastosować inną metodę asekuracji).
Tabela zestawiająca różne rozmiary tricamów firmy Camp:
| Rozmiar | Kolor | Wytrzymałość [kN] | Zasięg pracy [mm] | Ciężar [ g] |
| 0,5     |       | 9                 | 16-28             | 26          |
| 1       |       | 9                 | 20-30             | 35          |
| 1,5     |       | 14                | 26-38             | 50          |
| 2       |       | 14                | 29-41             | 55          |
| 2,5     |       | 17                | 32-48             | 77          |
| 3       |       | 17                | 38-54             | 90          |
| 3,5     |       | 17                | 41-60             | 117         |
| 4       |       | 17                | 45-64             | 138         |
| 5       |       | 22                | 57-89             | 120         |
| 6       |       | 18                | 73-105            | 200         |
| 7       |       | 16                | 92-140            | 264         |

## Porównanie z kostkami mechanicznymi
Tricamy są prostsze w budowie niż kości automatyczne (np. friendy) przez co są mniej podatne na uszkodzenia i negatywny wpływ piasku (zacieranie się) lub lodu (zamarzanie). Są również lżejsze i tańsze, zachowując przy tym wysoką wytrzymałość. Nie wykazują tendencji do "wpełzania" w głąb rys skalnych. Są łatwe w demontażu i zacierają się rzadziej niż normalne kostki, jednak ich osadzanie jest dużo bardziej kłopotliwe.

## Osadzanie tricama
Osadzając tricama należy zwrócić uwagę, aby stykał się ze skałą możliwie największą powierzchnią krzywki. Należy również używać długich ekspresów aby zminimalizować ryzyko wypadnięcia tricama przy ruchach liny.